# Krasni Lutx (Pskov)
|  | Per a altres significats, vegeu «Krasni Lutx». |

Krasni Lutx (en rus: Красный Луч) és un poble (un possiólok) de l'óblast de Pskov, a Rússia, segons el cens del 2021 tenia 724 habitants. És el centre administratiu del districte (raion) de Bejànitski.